# Die elf Teufel
Die elf Teufel ist ein deutscher Spielfilm von 1927 und einer der ersten „Fußballfilme“ im deutschen Kino. Die Premiere des Stummfilms fand am 20. Oktober 1927 in Berlin statt.

## Handlung
Auf einem spartanischen Vereinsgelände am Stadtrand trainiert der mittellose, aber engagierte Fußballklub „Linda“. Die „elf Teufel“ des Vereins – Arbeiter, Taxifahrer, Kellner, Lehrer – frönen nach Feierabend unter Führung ihres Spielertrainers, des Schweißers Tommy, dem Sport. Das Mädchen Linda ist die gute Seele des Vereins und Tommys Verlobte in spe.
Eines Tages erscheint unverhofft Mac Lawrence, Trainer des reichen Fußballklubs „International“, in Begleitung des verführerischen Vamps Vivian, einer „begeisterten Anhängerin des Sports und der Sportler“, und versucht Tommy als Spielführer abzuwerben. Tommy erliegt dem Lockruf des Geldes und den Reizen der verführerischen Vivian, verlässt seine „elf Teufel“ und seine geliebte Linda und unterschreibt einen gutdotierten Vertrag als Profi bei „International“. Dem ersten Rausch des sozialen Aufstiegs im wohlhabenden Fußballklub mit luxuriösem Vereinsheim und Cocktailpartys folgt rasch die Ernüchterung, als er erkennt, dass ihn Vivian aus reiner Berechnung, nämlich wegen des Klubwechsels, umgarnt hat. Als er dann noch erfährt, dass er mit „International“ im Rahmen einer Stadtmeisterschaft gegen seinen ehemaligen Verein antreten soll, gerät er in ernsthafte Gewissenskonflikte und muss sich entscheiden – für Geld, Luxus und Karriere oder aber für die Kameradschaft und Bodenständigkeit des Arbeiterklubs und für seine Braut Linda.

## Bedeutung
Die elf Teufel ist der erste reine „Fußballfilm“ im deutschen Kino, der den Sport und seine Protagonisten in den Mittelpunkt der Handlung rückt. Er nimmt eine Entwicklung vorweg, die bis heute den Fußball bestimmt und seine Fans spaltet: Die Konkurrenz von armen und reichen Klubs, der Konflikt zwischen Idealismus, Traditionsbewusstsein und Vereinstreue einerseits und Kommerz und Käuflichkeit andererseits. Besonders erwähnenswert sind die zahlreichen Fußballszenen des Films. Durch eine bewegliche Kamera und schnelle Schnitte wird die Dynamik und Spannung des Spiels sehr gut vermittelt. Sporthistorisch interessant ist es natürlich auch, die Sportkleidung und die damalige Spielweise zu beobachten (zum Beispiel wie massiv der Torwart im Strafraum selbst mit abgefangenem Ball attackiert werden durfte).
Gustav Fröhlich, bekannt als Freder Fredersen aus Fritz Langs Film Metropolis, spielt die charismatische Hauptrolle des Spielführers. Willi Forst gibt den Torwart des Vereins „Linda“ und sorgt mit einigen Slapstick-Einlagen für die komischen Szenen des Films.